# ギュルヴィたぶらかし

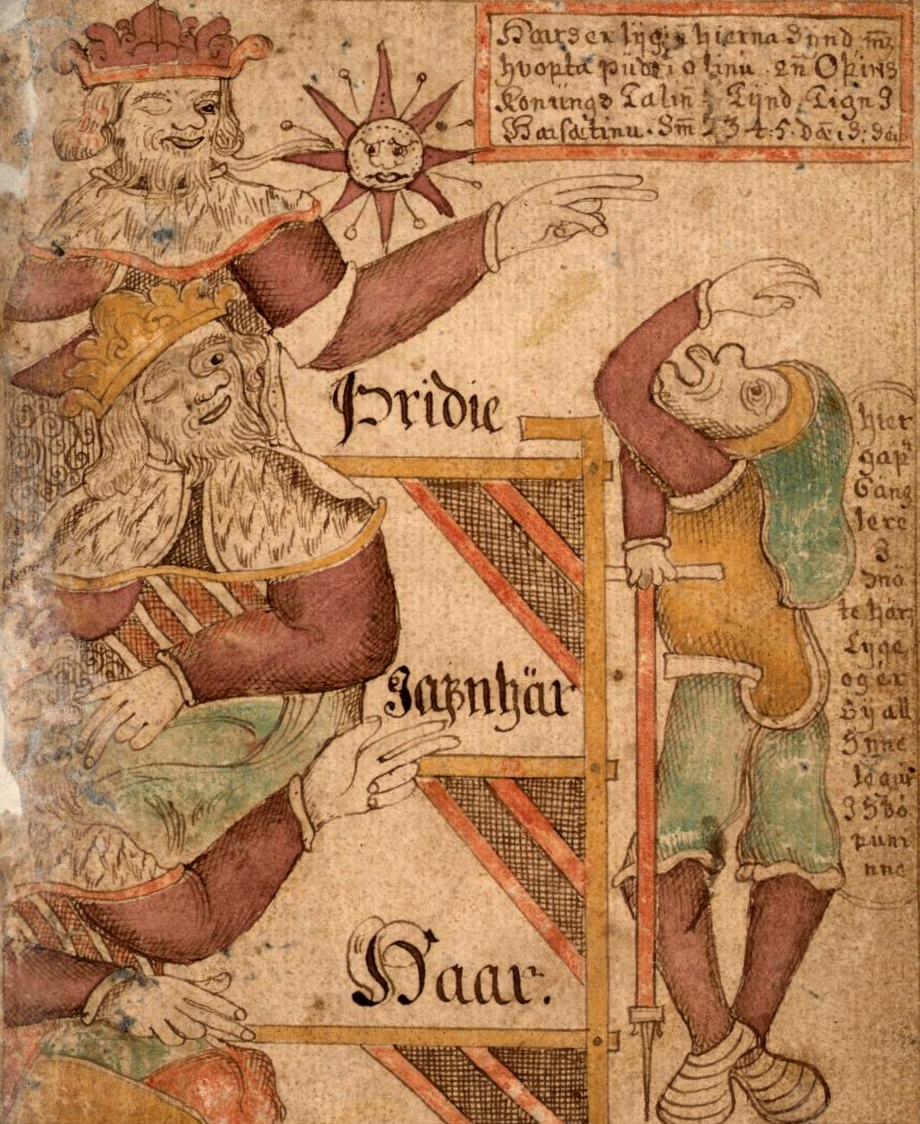
ギュルヴィと3人の神々。18世紀アイスランドの写本『SÁM 66』より。

『ギュルヴィたぶらかし』（古ノルド語・アイスランド語：Gylfaginning）とは、スノッリの『エッダ』を構成する作品の一つで、『エッダ』の第1部にあたり、約20,000語から成る。
スウェーデンの王ギュルヴィとオーディンの間で交わされる質疑応答の形で、北欧神話における世界の創造から滅亡、再生までの物語がエッダ詩やスカルド詩からの引用とともに語られている。
現在一般によく知られている形の「北欧神話」は、その大部分をこの作品に依拠している。

## 内容
初めの部分にはゲフィオンによる国引き神話が挿入されている。この事件でゲフィオンによって国土を削られたスウェーデン王ギュルヴィは、アースの神々の力を知りたいと思い、ガングレリと名乗ってアースガルズを訪れようとした。しかしそれを察知した神々はギュルヴィに幻術をかけた。
ガングレリはヴァルハラの館に着くと宿を請い3人の男の前に通された。3人の男の名はそれぞれハール、ヤヴンハール、スリジといった。彼には食事が与えられたが、ハールに他に必要なものはないかと聞かれたため、この中に物知りがいればたずねたいと答え、3人の男との間で問答が始められた。
ガングレリはまず「最も偉い神は誰であるか」と問いかけ、ハールは「それはアルファズル（オーディン）である」と答える。その後もガングレリは次々と質問を投げかけ、ハールらはその全てに答える。その内容は天地の創造、人間の創造、ユグドラシルについて、アース神とアース女神、フェンリルの捕縛、フレイとゲルズの結婚、ヴァルハラについて、アースガルズの城壁建設、トールとロキのウートガルズルへの旅、バルドルの死、ロキの捕縛、ラグナロクなど、多岐に渡ったものであった。
ラグナロクの後の世界再生の様子まで語り終えると、ハールは「これより先のことは誰も知らない。ここまでで満足せよ」と告げた。気が付くと、そこには館も人々もなく、ガングレリは何もない草原の上に一人立っていた。その後彼は国に戻り、自身が見聞きしてきたことを人々に語ったとされている。

## 研究
スノッリはこの『ギュルヴィたぶらかし』の中で、古エッダに残る神話だけでなく、北欧の伝承からも範を取っている。たとえばナグルファルの材料となる死者の爪を切っておかなければならない、という部分などがその一例として挙げられる。